# Antibioticoprofilaxia

Estrutura química do antimicrobiano Cefazolina (cefalosporina de 1ª geração)

Ilustração do centro cirúrgico

Antibioticoprofilaxia, do inglês "Antibiotic prophylaxis" é o termo utilizado para referenciar uma prática existente no âmbito hospitalar em que se faz o uso dos antimicrobianos na prevenção de infecções. Usualmente é utilizado no centro cirúrgico ou em pacientes que tem alto risco de infecção. O objetivo da prática é reduzir a infecções pós operatórias que podem agravar o estado clínico do paciente e com isso aumentar o tempo de recuperação e internamento hospitalar.

## A importância da prática no contexto cirúrgico
No centro cirúrgico a antibioticoprofilaxia é realizada principalmente em cirurgias com altos riscos de contaminação. Como cirurgias ortopédicas, gastrointestinais, cirurgias urológicas com manipulação de cólon, cirurgias cardíacas, transplantes de rim ou fígado.

## Critérios e planejamento da Antibioticoprofilaxia cirúrgica (APC)

Estrutura química 3D cefazolina

Existem vários critérios para cumprimento adequado da APC. Porém três deles são estritamente necessários para uma prática inicial bem realizada e necessitam de um monitoramento rigoroso. O primeiro deles está relacionado ao início correto do antimicrobiano antes da incisão cirúrgica. O segundo está relacionado a dose correta do antimicrobiano e seus repiques. E por fim, o tempo total da APC. A utilização desta prática reduz o índice de infecções de sítio cirúrgico, favorecendo a prevenção de infecções pós operatórias.

### Início correto e escolha do antimicrobiano
A administração do antimicrobiano deve ser realizada em até 60 minutos antes da incisão cirúrgica (exceto a vancomicina que deve ser administrada dentro de 120 minutos). Os antibióticos mais utilizados para esta finalidade são as cefalosporinas de 1ª geração como a cefazolina, e de 2ª geração como a cefoxitina e cefuroxima.  A  cefazolina é o fármaco de escolha quando o paciente não tem histórico de alergia a beta-lactâmicos ou de infecção por MRSA e é o antimicrobiano mais utilizado na APC. No caso de alergias ou colonização por MRSA, são recomendados a clindamicina e a vancomicina respectivamente.

### Dose adequada e uso do repique
Para adultos até 120 kg recomenda-se a dose de 2 gramas da cefazolina, e cefoxitina. Acima deste peso, o correto é 3 gramas. A dose recomendada da clindamicina é de 900mg para adultos, e de vancomicina é 15mg/kg.
O repique é a redosagem do fármaco devido seu tempo de meia-vida. No caso da cefazolina fármaco mais utilizado, para as cirurgias que ultrapassam 3-4 horas, faz-se necessário um repique da dose do antimicrobiano, sendo este, metade da dose inicial. O repique também é recomendado quando há uma perca estimada de sangue de 1,5 L.

### Tempo total da APC
Após a finalização da cirurgia, a APC não deve exceder 24 horas do pós operatório. Depois disso, não há evidências científicas de que o uso de antimicrobianos favoreça a prevenção de infecções, podendo ocasionar invés disso, resistência bacteriana.

## Infecções de Sítio Cirúrgico e benefícios da APC
As infecções de sítio cirúrgico (ISC) são infecções adquiridas durante o procedimento cirúrgico com ou sem implantes. Esta infecção pode ser apenas superficial ou mais profunda atingindo tecidos e órgãos. Os fatores que podem propiciar as ISC são relacionados  a saúde do paciente, tipo de procedimento, tempo total da cirurgia, realização das boas práticas de controle de infecção hospitalar. Os organismos mais comuns nas ISC são:
- Staphylococcus aureus
- Staphylococcus epidermidis
- Estreptococos aeróbicos
- Cocos anaeróbicos

A APC é uma estratégia fundamental para prevenção das ISC's e podem reduzir o número destas infecções se bem executadas. A equipe multiprofissional deve ser responsável pela prática e monitoramento garantindo a segurança do paciente em sua recuperação.